# Igreja Matriz de São Sebastião

Seitenansicht mit Turm

Die Igreja Matriz de São Sebastião ist eine katholische Pfarrkirche in der brasilianischen Stadt Coronel Fabriciano (Minas Gerais).
Sie wurde als eines der ersten Gebäude der Stadt errichtet und gilt heute als bedeutendes historisches Denkmal. Die Gestaltung ist eklektizistisch. Das Gotteshaus bietet Platz für 200 Gläubige.
Geweiht wurde sie dem heiligen Sebastian, der auch Schutzheiliger der Stadt ist. Sein Gedenktag fällt mit dem offiziellen Gründungsdatum der Stadt am 20. Januar 1949 zusammen.

## Fotos

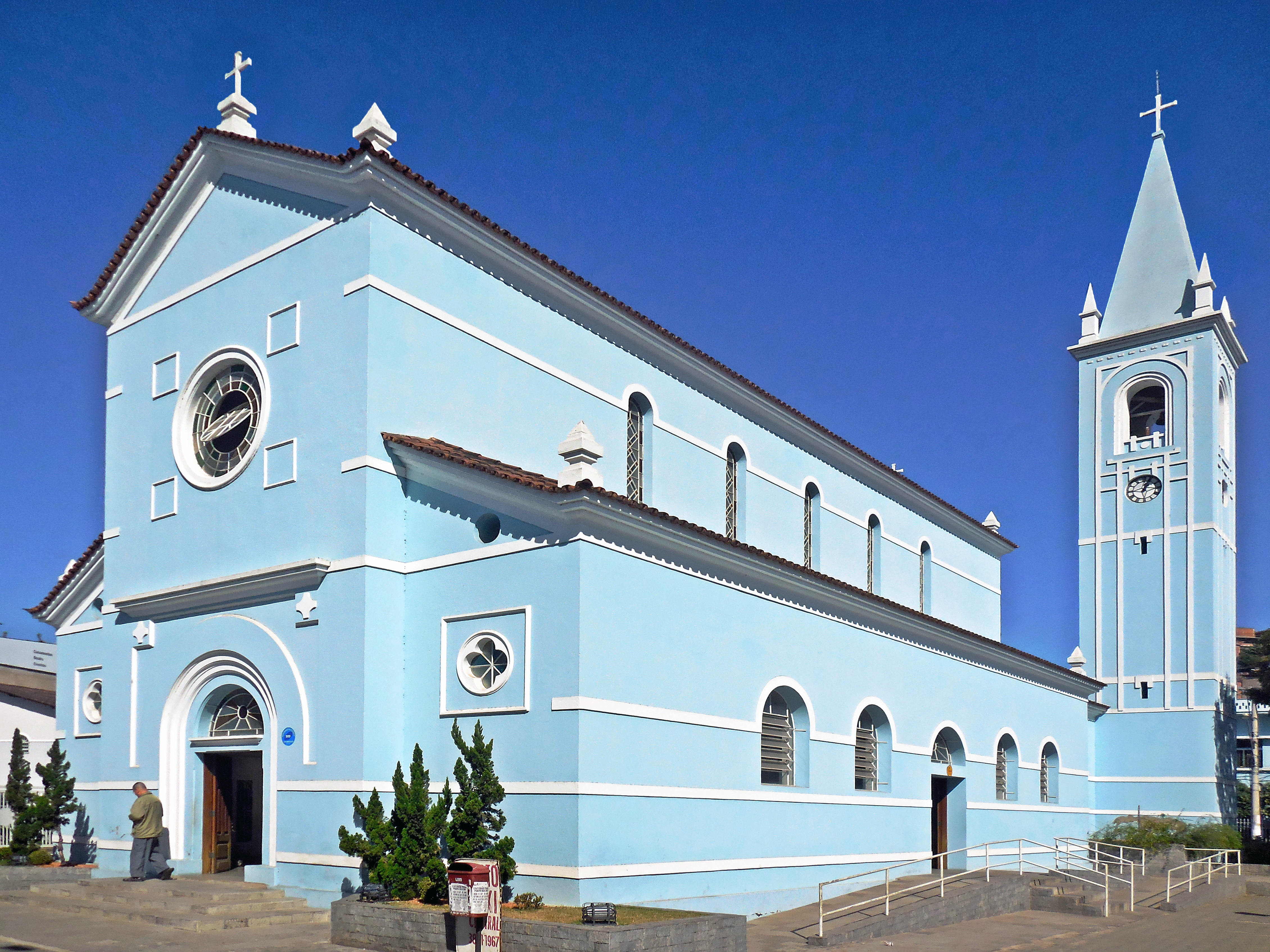
Frontansicht
Innenraum